# Petr z Córdoby a společníci
Svatí Petr, Habentius, Jeremiáš, Sabinián, Wallabonsus a Wistremundus byli v 9. století křesťanští mučedníci v Córdobě.
Všichni žili ve Španělsku ovládaném Maury. Za pronásledování emírem Abd ar-Rahmánem II. byli roku 851 zabiti kvůli své víře.
- Petr – narodil se v Astigi (dnešní Écija). Byl knězem a za svou víru byl sťat mečem.
- Habentius – byl mnichem kláštera sv. Kryštofa v Córdobě. Zemřel stětím hlavy.
- Jeremiáš – narodil se v Córdobě. Jako starý muž založil dvojitý klášter v Tábanosu. Stal se mnichem a jeho žena Alžběta jeptiškou. Byl ubičován k smrti.
- Sabinián – narodil se ve Froniano. Stal se mnichem v klášteře sv. Zoila, byl sťat mečem.
- Wallabonsus – narodil se v Elephě (dnešní Niebla). Jeho matka koncertovala ke křesťanství z Islámu. Jeho sestra Marie se stala jeptiškou. Vzdělávat se v klášteře sv. Felixe. Stal se jáhnem a pracoval se svatým Petrem. Byl sťat mečem.
- Wistremundus – narodil se ve Froniano. Stal se mnichem v klášteře sv. Zoila. Byl sťat mečem.

Jejich těla byla vystavena, poté spálena a popel byl vhozen do řeky Guadalquivir.
Jejich svátek se slaví 7. června.